# Сосновый (Ростовская область)
Сосновый — посёлок в Обливском районе Ростовской области.
Входит в состав Караичевского сельского поселения.

## География

### Улицы
- ул. Дачная,
- ул. Жуланова,
- ул. Казачья,
- ул. Лесная,
- ул. Молодёжная.

## История
В 1874 году на месте нынешнего посёлка были основаны хутора Караичев и Паршин. В 1906 году из-за тяжёлых природных условий (обилия песков и частых ветров) они были перенесены на другой берег реки Чир.
В 1930 году здесь появилось опытное лесничество. Его работники вели деятельность по созданию нормальных условий для жизнедеятельности людей. Было произведено комплексное освоение песчаных земель, образована система лесных насаждений.

## Население
| 2010 |
| ---- |
| 270  |